# 447 (tal)
447 är det naturliga talet som följer 446 och som följs av 448.

## Inom vetenskapen
- 447 Valentine, en asteroid.

## Inom matematiken
- 447 är ett udda tal.
- 447 är ett semiprimtal.